# Wymój
Wymój (deutsch Wemitten) ist ein Ort in der polnischen Woiwodschaft Ermland-Masuren. Er gehört zur Gmina Stawiguda (Landgemeinde Stabigotten) im Powiat Olsztyński (Kreis Allenstein).

## Geographische Lage
Wymój liegt am Nordufer des Wemitter Sees (polnisch Jezioro Wymój) im Westen der Woiwodschaft Ermland-Masuren, 16 Kilometer südwestlich der Kreis- und Woiwodschaftshauptstadt Olsztyn (deutsch Allenstein).

## Geschichte
Das einstige Wemitken wurde 1351 gegründet und nach 1351 Wimoy, um 1785 Wymoy genannt. Es handelte sich um ein weitgestreutes Dorf. Die Landgemeinde Wemitten war von 1874 bis 1945 Teil des Amtsbezirks Grieslienen (polnisch Gryźliny) im ostpreußischen Kreis Allenstein.
Im Jahre 1910 waren in Wemitten 349 Einwohner gemeldet. Im Jahre 1933 waren es 351, und im Jahre 1939 belief sich ihre Zahl auf 387.
Im Zusammenhang der Überstellung des gesamten südlichen Ostpreußen an Polen im Jahre 1945 erhielt Wemitten die polnische Namensform „Wymój“. Heute ist das Dorf eine Ortschaft im Verbund der Landgemeinde Stawiguda (Stabigotten) im Powiat Olsztyński (Kreis Allenstein), von 1975 bis 1998 der Woiwodschaft Olsztyn, seither der Woiwodschaft Ermland-Masuren zugehlrig. Im Jahre 2011 zählte Wymój 182 Einwohner.

## Kirche
Bis 1945 war Wemitten in die evangelische Kirche Allenstein in der Kirchenprovinz Ostpreußen der Kirche der Altpreußischen Union, außerdem in die römisch-katholische Kirche Grieslienen im damaligen Bistum Ermland  eingepfarrt. Heute gehört Wymój katholischerseits zur Pfarrei Stawiguda im jetzigen Erzbistum Ermland, evangelischerseits zur Christus-Erlöser-Kirche Olsztyn in der Diözese Masuren der Evangelisch-Augsburgischen Kirche in Polen.

## Verkehr
Wymój liegt an einer Nebenstraße, die von Stawiguda an der Schnellstraße 51 bis nach Mańki (Manchengut) verläuft. Stawiguda ist auch die nächste Bahnstation. Sie liegt an der PKP-Linie 216 Działdowo–Olsztyn (deutsch Soldau–Allenstein).